# La liberté est le crime qui contient tous les crimes

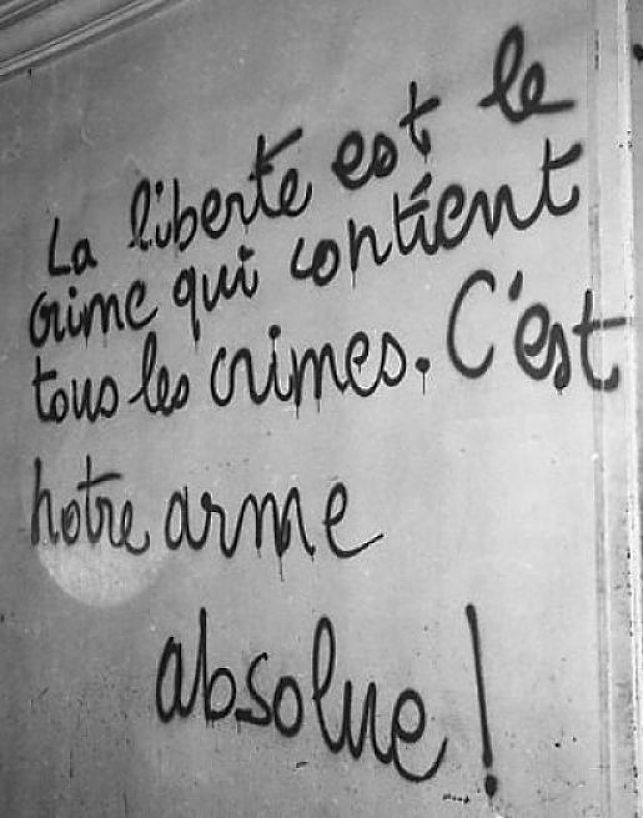
Sur un mur de la Sorbonne en Mai 68.

La liberté est le crime qui contient tous les crimes. C'est notre arme absolue ! est un slogan de Mai 68,,.

## Origines
Ce serait Donatien Alphonse François de Sade qui serait à l'origine de la formule.
René Riesel du groupe des Enragés de la faculté de Nanterre (voir Mouvement du 22 Mars) l'aurait réactualisé le 10 mai 1968 lors d'un Conseil de discipline : « La liberté est le crime qui contient tous les crimes. Gare à la justice seigneuriale quand le château brûle » ,,.

## Postérité
- « La liberté est le crime qui contient tous les crimes; c'est notre arme absolue ! Ce n'est pas l'homme, c'est le monde qui est devenu anormal. Cessons d'être des mangeurs-mangés. L'action ne doit pas être une réaction mais une création. » [8]

- En 1985, la revue Os Cangaceiros, d'inspiration situationniste, publie une brochure intitulée « La liberté, c’est le crime qui contient tous les crimes » [9],[10].